# A muso duro (film 1974)
A muso duro (Mr. Majestyk) è un film del 1974 diretto da Richard Fleischer, con Charles Bronson, Al Lettieri e Linda Cristal.
È basato su un soggetto scritto ed ideato da Elmore Leonard, celebre scrittore e sceneggiatore statunitense.

## Trama
Vince Majestyk, veterano reduce della guerra del Vietnam e pluridecorato, si è ritirato in una piccola fattoria in Colorado a coltivare cocomeri. Un piccolo teppista, Bobby Kopas, tenta di costringerlo ad assumere braccianti ubriachi non qualificati per raccogliere le sue angurie. Dopo essere stato minacciato con il fucile da questi, Majestyk lo disarma, lo picchia e lo caccia via, dopodiché assume come lavoratori immigrati messicani, tra cui la giovane Nancy Chavez, con la quale inizia una relazione. Kopas lo denuncia per aggressione e lo fa arrestare.
In carcere Majestyk incontra Frank Renda, noto killer mafioso. Nel corso del trasferimento in autobus verso un carcere di sicurezza superiore, gli uomini di Renda assalgono l'autobus e innescano una sparatoria con la polizia. Nel tentativo di fuga, Majestyk riparte in autobus con Renda ancora in manette, con l'intenzione di riconsegnarlo alla stazione di polizia dopo aver stretto un accordo con il tenente per telefono. Renda gli offre una fortuna per la sua libertà, ma Majestyk vuole solo tornare a coltivare i suoi cocomeri, dato che è la stagione propizia e non può perdere altri giorni preziosi. Con l'aiuto della sua fidanzata Wiley, Renda sfugge però a Majestyk. S'incontra con il suo avvocato e braccio destro Lundy e con lui organizza la sua vendetta nei confronti di Majestyk, che vuole uccidere personalmente. Majestyk è però sorvegliato dalla polizia e la cosa risulta complicata.
Piuttosto che avere paura e temere per la sua vita, Majestyk ribalta la situazione. Con l'aiuto di Nancy, si fa inseguire in auto dagli uomini di Renda, quindi tampona una delle loro auto e ammazza tre dei suoi facendoli precipitare in un burrone. Dopodiché attira in trappola in una casa tra i boschi Renda, Lundy, Bobby e Wiley. Dopo aver lasciato fuggire Wiley e Bobby, uccide Lundy e Frank Renda e si consegna alla polizia, giunta sul posto poco dopo.

## Critica
Secondo il Morandini il film è "riservato ai fan di Bronson" e soffre di una "sceneggiatura greve" e di una "regia pachidermica".